# Liste von Nebenflüssen der Our
Liste von Nebenflüssen der Our
Das Einzugsgebiet der südwärts fließenden Our beträgt ungefähr 668 Quadratkilometer.

## Diagramm der Zuflüsse
| Die Zuflüsse der Our ab 5 km Länge                                | Die Zuflüsse der Our ab 5 km Länge | Die Zuflüsse der Our ab 5 km Länge | Die Zuflüsse der Our ab 5 km Länge | Die Zuflüsse der Our ab 5 km Länge |
| ----------------------------------------------------------------- | ---------------------------------- | ---------------------------------- | ---------------------------------- | ---------------------------------- |
| Quelle                                                            |                                    |                                    |                                    |                                    |
| Auw                                                               | Auw                                |                                    | 5,9 km                             | 5,9 km                             |
| Medenderbach                                                      | Medenderbach                       |                                    | 7,5 km                             | 7,5 km                             |
| Kolvenderbach                                                     | Kolvenderbach                      |                                    | 8,7 km                             | 8,7 km                             |
| Weberbach                                                         | Weberbach                          |                                    | 6,1 km                             | 6,1 km                             |
| Treisbach                                                         | Treisbach                          |                                    | 5,9 km                             | 5,9 km                             |
| Ihrenbach                                                         | Ihrenbach                          |                                    | 15,9 km                            | 15,9 km                            |
| Braunlauf                                                         | Braunlauf                          |                                    | 15,4 km                            | 15,4 km                            |
| Ulf                                                               | Ulf                                |                                    | 17,8 km                            | 17,8 km                            |
| Schiebach                                                         | Schiebach                          |                                    | 6,4 km                             | 6,4 km                             |
| Irsen                                                             | Irsen                              |                                    | 35,5 km                            | 35,5 km                            |
| Teggelbach                                                        | Teggelbach                         |                                    | 5,0 km                             | 5,0 km                             |
| Mündung – dunkelblau: linke Zuflüsse, hellblau: rechte Zuflüsse – |                                    |                                    |                                    |                                    |

## Tabelle
| Name                               | Lage   | Länge in km            | Mündungshöhe in m | Mündung Koordinaten                      |
| ---------------------------------- | ------ | ---------------------- | ----------------- | ---------------------------------------- |
| Ensebach (Enzebach)                | rechts | ca. 2,5                | 537               | oberhalb von Hüllscheid ⊙                |
| Schmidtsbach                       | links0 | ca. 3,3                | 510               | bei Berterath ⊙                          |
| Engbach                            | rechts | ca. 1,1                | 500               | westlich von Berterath ⊙                 |
| Liebach                            | rechts | ca. 2,0                | 495               | westlich von Manderfeld ⊙                |
| Dellbach (Dehlenbach)              | links0 | 1,2                    | 490               | nördlich von Weckerath ⊙                 |
| Deich                              | rechts | ca. 1,9                | 480               | nordwestlich Weckerath ⊙                 |
| Auw                                | links0 | mit Schlausenbach 5,9  | 465               | nördlich von Auw ⊙                       |
| Wiesbach                           | links0 | ca. 1,8                | 453               | nordöstlich von Auw-Wischeid ⊙           |
| Taubenbach                         | links0 | 3,4                    | 447               | nordwestlich von Auw bei Prüm-Wischeid ⊙ |
| Birtbach                           | rechts | ca. 1,8                | 447               | nordwestlich von Sankt Vith-Andlern ⊙    |
| Medenderbach                       | rechts | mit Frankenbach 7,5    | 440               | nordöstlich von Sankt Vith-Andler ⊙      |
| Kolvenderbach                      | rechts | ca. 8,7                | 440               | nordöstlich von Sankt Vith-Andler ⊙      |
| Husbach                            | links0 | ca. 1,5                | 437               | südlich von Sankt Vith-Andler ⊙          |
| Linnebach                          | links0 |                        | 435               | nordöstlich von Schönberg ⊙              |
| Weberbach                          | rechts | mit Grossweberbach 6,1 | 420               | südöstlich von Waldecho ⊙                |
| Langenbach (Schönberg)             | links0 | 1,5                    | 420               | südwestlich von Schönberg ⊙              |
| Geilsbach                          | links0 | 1,5                    | 420               | westlich von Schönberg ⊙                 |
| Mackenbach                         | rechts | ca. 1,8                | 415               | in Mackenbach (St. Vith) ⊙               |
| Treisbach                          | rechts | ca. 5,9                | 410               | in Atzerath (St. Vith) ⊙                 |
| Eiterbach                          | rechts | 2,3                    |                   |                                          |
| Selbach                            | links0 | 3,6                    |                   | zwischen Rödgen und Alfersteg            |
| Ettelbach                          | links0 | 3,8                    | 382               |                                          |
| Ihrenbach                          | links0 | 15,9                   | 375               | bei Ihren ⊙                              |
| Klippelborn                        | links0 |                        |                   |                                          |
| Koderbach                          | rechts | 4,8                    | 372               |                                          |
| Braunlauf                          | rechts | 15,4                   | 367               | südwestlich von Steinebrück ⊙            |
| Wallmerather Bach (Frehlenbach)    | links0 | 1,9                    | 359               |                                          |
| Irmisch                            | links0 | 4,0                    | 358               |                                          |
| Ulf                                | rechts | 17,8                   | 350               | in Burg-Reuland-Weweler ⊙                |
| Schlierbach                        | links0 | 3,3                    | 356               | bei Weidig ⊙                             |
| Federbach                          | rechts | 2,5                    | 340               | bei Stoubach ⊙                           |
| Schiebach (Schibech)               | rechts | 6,4                    |                   | bei Peterskirche-Rittersprung            |
| Seisbach                           | links0 | 3,2                    |                   | bei Peterskirche                         |
| Rade                               | links0 |                        |                   | südlich von Ouren                        |
| Ribbach (Reibach)                  | rechts | 4,6                    | 317               | beim Dreiländereck                       |
| Rothseifen                         | links0 |                        |                   |                                          |
| Feischbur                          | rechts | 0,7                    | 313               | An der Buch bei Heinerscheid             |
| Nivelsbach                         | rechts | 1,3                    | 312               | Mateschlaed bei Heinerscheid             |
| Schelsbach                         | rechts | 1,5                    | 312               | nördlich vom Fréin                       |
| Jansschleederbach                  | rechts | 3,5                    | 308               | südlich vom Oenneschter Fréin            |
| Feierbach                          | rechts | 2,3                    | 297               | bei Tintesmillen                         |
| Hippelsbach                        | rechts | 0,5                    | 296               | nördlich Ippeschlaedchen                 |
| Hengeschterbach                    | rechts | 2,3                    | 296               | südlich Ippeschlaedchen                  |
| Fiichebaach                        | rechts | 0,6                    | 294               | bei Groussenaul                          |
| Stroumbach                         | rechts | 3,9                    | 278               | westlich vom Kaaselbierg                 |
| Kenzelbach                         | rechts | 3,4                    | 276               | südlich vom Kaaselbierg                  |
| Ruederbach                         | rechts | 2,7                    | 276               | südöstlich vom Reiteschbierg             |
| Wouschbech                         | rechts | 0,7                    | 276               |                                          |
| Etschenterbach                     | rechts | 2,7                    | 265               | südwestlich von Dasburg                  |
| Traasbaach                         | rechts | 4,4                    | 263               | bei Rodershausen                         |
| Fallbaach                          | rechts | 2,6                    | 257               | bei der Dörnaulsmühle                    |
| Kellbech                           | rechts | 0,8                    | 257               | beim Milleschlaedchen                    |
| Ettebach                           | rechts | 1,6                    | 255               | nordwestlich von Kohnenhaff              |
| Holzbaach                          | rechts | 3,5                    | 249               | nordwestlich von Obereisenbach           |
| Huschterbach                       | rechts | 3,6                    | 245               | südlich von Obereisenbach⊙               |
| Irsen                              | links0 | 35,5                   | 234               | westlich von Gemünd ⊙                    |
| Gemünder-Akeschterbach             | rechts | 2,2                    |                   | westlich von Gemünd                      |
| Bach vom Ennendellskopf            | links0 | 1,4                    | 231               | südöstlich von Gemünd                    |
| Bach aus dem Buresbüsch            | links0 | 1,6                    | 228               | nordöstlich vom Lachebierg               |
| Stolzebuerger-Akeschterbach        | rechts | 2,8                    | 227               | nördlich vom Lachebierg                  |
| Oolzbaach                          | rechts | 0,6                    | 227               | südlich vom Lachebierg                   |
| Holzbach                           | links0 | 2,2                    | 224               | südlich vom Ahlberg ⊙                    |
| Klangbach                          | rechts | 3,0                    | 224               | nördlich vom Peschbierg                  |
| Quenzendell                        | rechts | 0,6                    |                   |                                          |
| Ixelsbaach                         | rechts | 1,4                    |                   |                                          |
| Houdell                            | rechts | 0,3                    |                   |                                          |
| Hérelterbaach                      | rechts | 0,3                    |                   |                                          |
| Reutersbach                        | links0 | 0,6                    |                   |                                          |
| Aalbischer Bach                    | links0 |                        |                   |                                          |
| Bousterbaach                       | links0 | 1,4                    |                   |                                          |
| Biergerböschbaach                  | rechts | 1,0                    |                   |                                          |
| Schenbiergbaach                    | rechts | 1,2                    |                   |                                          |
| Schankerbaach                      | rechts | 2,4                    |                   |                                          |
| Kalchesbaach                       | links0 | 0,9                    |                   |                                          |
| Kenzebaach                         | rechts | 2,7                    |                   |                                          |
| Schmitbaach                        | rechts | 1,6                    |                   |                                          |
| Teggelbach                         | links0 | 5,0                    |                   |                                          |
| Hinkelsbach                        | rechts | 3,2                    |                   |                                          |
| Lauterbach                         | rechts | 1,5                    |                   |                                          |
| Telleschbaach                      | rechts | 1,4                    |                   |                                          |
| Halbaach                           | rechts | 0,9                    |                   |                                          |
| Genterbach                         | links0 | 1,4                    |                   |                                          |
| Leitschebaach                      | rechts | 1,0                    |                   |                                          |
| Hirschbach (Bach vom Litschenkopf) | links0 | 1,8                    |                   |                                          |
| Nideschbansgriecht                 | rechts | 1,6                    |                   |                                          |